# ラーシド・アッ＝ラヒーブ
ラーシド・アッ＝ラヒーブ（アラビア語: راشد الرهيب、Rashed Al-Raheeb、1984年3月2日 - ）は、サウジアラビア・ジッダ出身のサッカー選手。サウジ・プロフェッショナルリーグ・ハジェル・クラブ所属。ポジションはディフェンダー。サッカーサウジアラビア代表。

## 来歴

### クラブ
2011年、レンタル移籍で再びアル・イテハドへ復帰。2012年からはアル・イテハドに完全移籍。

## 所属クラブ
プロ経歴
- 2002年 - 2009年 アル・イテファク
- 2009年 - 2010年 アル・イテハド
- 2010年 - 2012年 アル・イテファク
  - 2011年 →アル・イテハド (期限付き移籍)
- 2012年 -2015年 アル・イテハド
- 2015年 -  ハジェル・クラブ